# 構造地層學
構造地層學（英語：techtonostratigraphy）是指在逆衝構造區由推覆體堆疊的岩石層序，典型的例子為斯堪的納維亞的加里東岩（英語：Caledonides）。沉積物通常能反應在同時的地質構造事件。